# Pandur

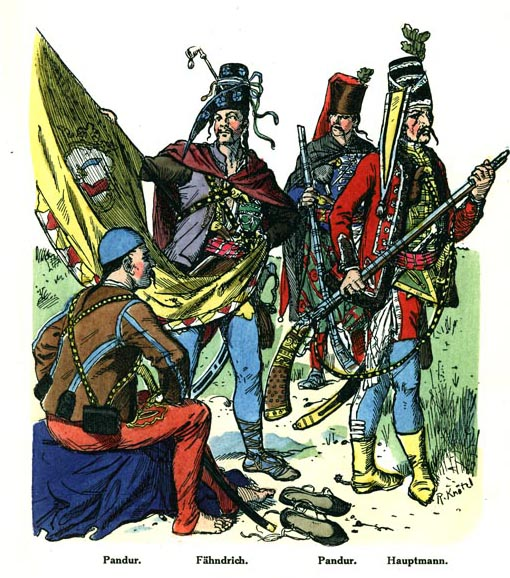
Chorvatští pandurové kolem roku 1742

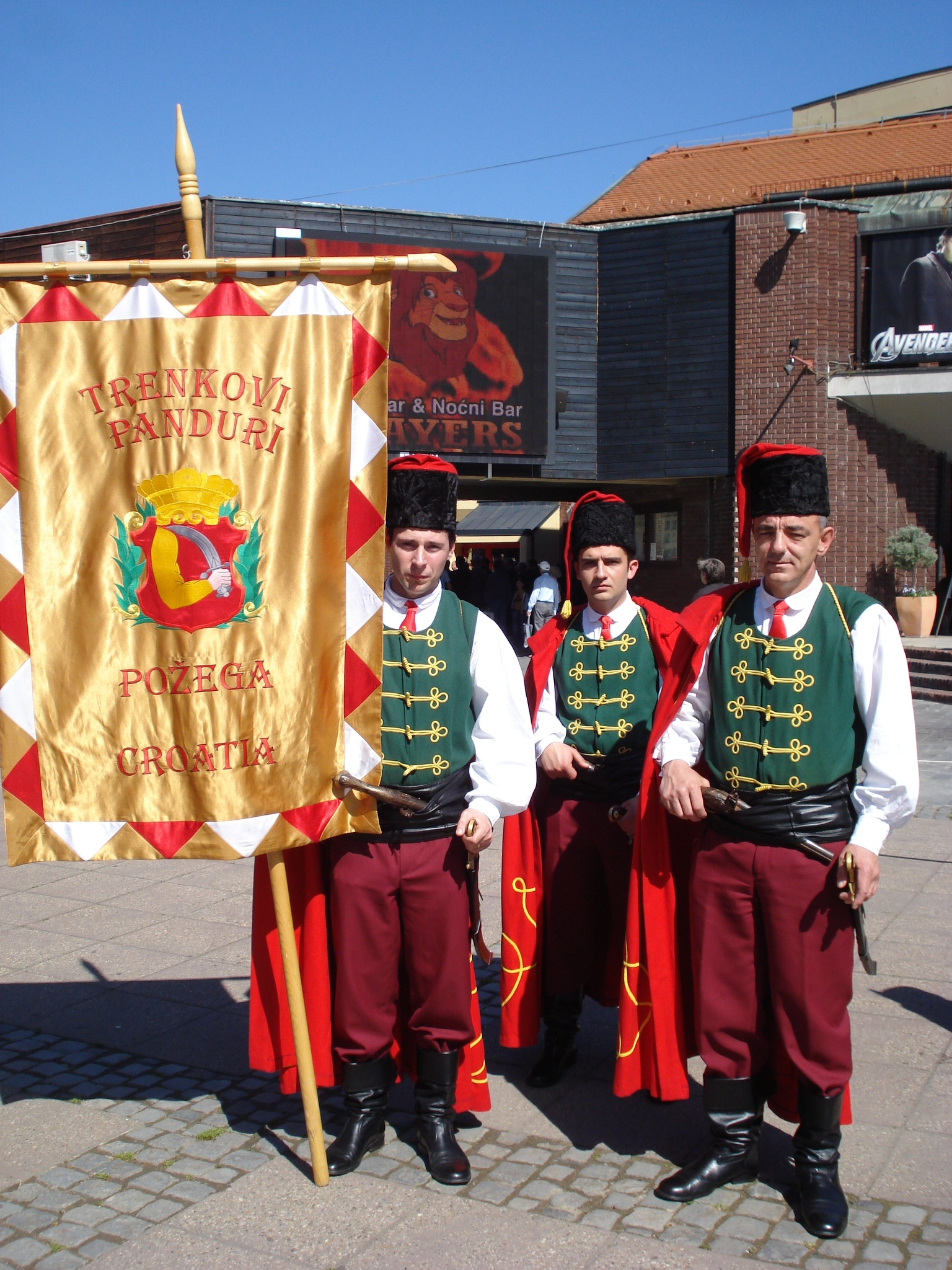
"Chorvatští (Trenckovi) pandurové" z Požege

Pandur (lidově česky bandur, maďarsky pandúr; z latinského banderium, tj. praporec) byl ozbrojený jízdní osobní strážce chorvatských šlechticů v 17. a 18. století v historickém regionu Slavonie a příslušník rakouské vojenské jednotky ve slezských válkách.

V 17. a 18. století panduři střežili vojenskou hranici Habsburské říše vůči Osmanské říši. Jednotky pandurů tvořili tehdy většinou Chorvaté, Rumuni, Maďaři a Srbové.
Nejznámějším oddílem pandurů byla dobrovolnická jednotka naverbovaná baronem a dobrodruhem Franzem (Franjo) Trenckem. Jednalo se o tisíc mužů té nejhorší pověsti: lupiče, zbojníky a profesionální vrahy. Svým zjevem záměrně napodobovali Turky, čímž protivníka ještě více děsili. Byli velice respektovanou jednotkou, ve službách královny a císařovny Marie Terezie se soustřeďovali zejména na průzkum a partyzánský boj. Působili také na českém území (Litoměřice, Beroun, v Budějovicích zajali tisíce Prusů. U slezského Zárova se jim podařilo vpadnout Prusům do zad, a dokonce vyplenit stan samotného krále Fridricha II. Velikého. Rubem jejich odvahy a bojechtivosti byla však nedisciplinovanost, surovost vůči civilnímu obyvatelstvu a bezmezná hrabivost, jíž vynikal zejména sám baron Trenck. Na rozdíl od regulérní armády panduři stát nic nestáli, bojovali jen za vlastní kořist, proto Marie Terezie dlouho nad Trenckem držela svou ochrannou ruku. Nakonec byl ale stejně za řadu zločinů (svévolné popravy, plenění na území monarchie, znásilnění) odsouzen ke trestu smrti, tento verdikt zmírnila císařovna na doživotní věznění na Špilberku.
Roku 1756 přešla tato jednotka do regimentu maďarské pěchoty stálého vojska. V následujících letech se vzhled a výzbroj sjednotily na standard armády Rakousko-Uherska. Pod názvem c. a k. pěší regiment č. 53 existovala jednotka až do roku 1918 s posádkou v Agramu (dnes Zagreb).

## Jiné významy
Z hrubého vystupování a vzezření pandurů byla odvozena slova a rčení:
- bandurka, pandurka - lavice k trestání provinilců
- bandurská (spustit bandurskou) - být hrubý, vynadat někomu
- bandura, bandůr = brambor, velká houska